# Spigelia hedyotidea
Spigelia hedyotidea là một loài thực vật có hoa trong họ Mã tiền. Loài này được A. DC. miêu tả khoa học đầu tiên năm 1845.